# Svay Rieng (província)
Svay Rieng é uma província localizada no sudeste do Camboja. Sua capital é a cidade de Svay Rieng. Possui uma área de 2.966 km². Em 2008, sua população era de 482.785 habitantes.
A província está subdividida em 7 distritos:
- 2001 Chanthrea
- 2002 Kampong Rou
- 2003 Romdoul
- 2004 Romeas Haek
- 2005 Svay Chrom
- 2006 Svay Rieng
- 2007 Svay Theab